# 李晚熙
李晩熙（韓語：이만희；英語：Lee Man Hee，1931年10月6日—1975年4月13日），韓國電影導演。

## 簡歷
1931年10月6日出生於日治朝鮮京城府，高中畢業於儆新高等學校，高中畢業後加入韓國陸軍參加韓戰，並在軍中負責破解敵人密碼的工作，戰爭結束後以下士軍階退役，退役後投身韓國電影界，於1956年至1961年間先後擔任韓國導演安鍾和、朴九及金明濟的副導演，並開始其電影生涯，1961年完成導演處女作《走馬燈》後正式晉身導演行列，1963年的《一去不回的海兵》更成為他本人的經典之作，此外並首次獲得大鐘獎及青龍電影獎最佳導演殊榮。
他的電影題材非常多，首屈一指的就是戰爭片。 從1963年的《一去不回的海兵》起，他先後製作了《七位女俘虜》（1965年）、《勇士不問出處》（1966年）、《蒼空為家》（1968年）、《野菊花開放》（1974年）等，這些電影中的戰爭場面逼真震撼，強調戰爭帶給人類的災難，同時也高調鼓吹反戰情緒。其中《七位女俘虜》由於流露出一定的「容共性」違反了當時的反共法，上映被禁。
另外就是神秘主義風格和緊張刺激的驚險電影。有《求助熱線112》（1962年）、《魔鬼階梯》（1964年）和《追擊者》（1964年）等都屬於此類作品。這些電影不僅充滿了恐怖氣息和令人透不過氣的情節設置，更強調了人們心理層面的驚人變化。
作為現實主義電影大師，李晩熙還擁有大量電影代表作，如1965年的《黑麥》、《市場》，1966年的《晚秋》，1967年的《汽笛》、《歸路》，1975年的《森浦之路》等，其中《晚秋》和《森浦之路》被譽為最高藝術成就的電影作品。
此外，李晩熙曾於1964年的電影作品《黑髮》中，以筆名「秋男」（추남）編寫劇本。
1975年4月，李晩熙完成了遺作《森浦之路》後於影片後期製作期間因病卧倒在工作室裡，隨後送院急救，最終在影片後期製作完成不久後因肝硬化病逝，終年43歲。
其短短的一生共執導49部電影作品。
他的女兒為韓國演員李慧英。

## 作品列表
- 《走馬燈》（導演）（1961年）（處女作）
- 《不孝子（朝鲜语：불효자）》（導演）（1961年）
- 《只要還活着（朝鲜语：살아있는 그날까지）》（導演）（1962年）
- 《求助熱線112（朝鲜语：다이얼 112를 돌려라）》（導演）（1962年）
- 《永不回望（朝鲜语：돌아보지 마라）》（導演）（1963年）
- 《十二兩的人生（朝鲜语：열두냥짜리 인생）》（導演）（1963年）
- 《韓石峯》（導演）（1963年）
- 《YMS-504的水兵（朝鲜语：YMS 504의 수병）》（導演）（1963年）
- 《一去不回的海兵》（導演）（1963年）
- 《妙香悲曲（朝鲜语：묘향비곡）》（導演）（1964年）
- 《何處能容我（朝鲜语：내가 설 땅은 어디냐）》（導演）（1964年）
- 《黑髮》（編劇、導演）（1964年）
- 《魔鬼階梯（朝鲜语：마의 계단）》（導演）（1964年）
- 《脅迫者（朝鲜语：협박자）》（導演）（1964年）
- 《追擊者（朝鲜语：추격자 (1964년 영화)）》（導演）（1964年）
- 《黑龍江》（導演）（1965年）
- 《七位女俘虜（朝鲜语：칠인의 여포로）》（導演）（1965年）
- 《黑麥（朝鲜语：흑맥）》（導演）（1965年）
- 《市場（朝鲜语：시장 (영화)）》（導演）（1965年）
- 《無法忘卻的戀人（朝鲜语：잊을 수 없는 연인）》（導演）（1966年）
- 《勇士不問出處（朝鲜语：군번 없는 용사）》（導演）（1966年）
- 《水車磨坊（朝鲜语：물레방아 (1966년 영화)）》（導演）（1966年）
- 《晚秋》（導演）（1966年）
- 《斑紋男人（朝鲜语：얼룩 무늬의 사나이）》（導演）（1967年）
- 《戰火中的神話》（導演）（1967年）
- 《歸路（朝鲜语：귀로 (영화)）》（導演）（1967年）
- 《忘卻（朝鲜语：망각 (영화)）》（導演）（1967年）
- 《原點（朝鲜语：원점 (영화)）》（導演）（1967年）
- 《汽笛（朝鲜语：기적 (1967년 영화)）》（導演）（1967年）
- 《騙子許（朝鲜语：사기한 미스터 허）》（導演）（1967年）
- 《冷與熱（朝鲜语：냉과 열）》（導演）（1967年）
- 《恐怖三角（朝鲜语：삼각의 공포）》（導演）（1967年）
- 《風中塵》（導演）（1967年）
- 《曼谷任務（朝鲜语：방콕의 하리마오）》（導演）（1967年）
- 《休日（朝鲜语：휴일 (영화)）》（導演）（1968年）
- 《外出（朝鲜语：외출 (1968년 영화)）》（導演）（1968年）
- 《蒼空為家（朝鲜语：창공에 산다）》（導演）（1968年）
- 《旅路（朝鲜语：여로 (1968년 영화)）》（導演）（1968年）
- 《暗殺者》（導演）（1969年）
- 《影子（朝鲜语：여섯개의 그림자）》（導演）（1969年）
- 《生命》（導演）（1969年）
- 《女人告白時（朝鲜语：여자가 고백할 때）》（導演）（1969年）
- 《掙脫枷鎖（朝鲜语：쇠사슬을 끊어라）》（導演）（1971年）
- 《零時》（導演）（1972年）
- 《1950，04時》（編劇、導演）（1972年）
- 《日本海盗》（編劇、導演）（1972年）
- 《野菊花開放（朝鲜语：들국화는 피었는데）》（導演）（1974年）
- 《青女（朝鲜语：청녀）》（導演）（1974年）
- 《太陽少女（朝鲜语：태양 닮은 소녀）》（導演）（1975年）
- 《三角陷阱（朝鲜语：삼각의 함정）》（導演）（1975年）
- 《森浦之路》（導演）（1975年）（遺作）

## 獎項
- 1964年：第3屆大鐘獎－最佳導演《一去不回的海兵》
- 1963年：第1屆青龍電影獎－最佳導演《一去不回的海兵》
- 1966年：第4屆青龍電影獎－最佳導演《市場（朝鲜语：시장 (영화)）》
- 1967年：第3屆百想藝術大獎－電影部門最佳導演獎《晚秋》
- 1967年：第10屆釜日電影獎－最佳導演《晚秋》
- 1967年：第2屆白馬獎－最佳導演《晚秋》
- 1968年：第4屆百想藝術大獎－電影部門最佳導演獎《戰火中的神話》
- 1975年：第14屆大鐘獎－最佳導演《森浦之路》

## 外部連結
- 李晚熙在互联网电影资料库（IMDb）上的資料（英文）
- 李晚熙在韩国电影数据库（KMDb）上的資料（韓語）